# Urka!
Urka! è stato un programma televisivo italiano di genere game show, andato in onda su Italia 1 dal 7 gennaio al 28 giugno 1991 alle ore 14:30, dal lunedì al venerdì, con la conduzione di Paolo Bonolis e la partecipazione di Luca Laurenti, Brunella Andreoli e Leo Valli.
È stato il programma nel quale hanno esordito come coppia televisiva Paolo Bonolis e Luca Laurenti.
Seppur non accreditato, è un adattamento ad opera di Fatma Ruffini abbastanza fedele del primo programma non musicale di MTV USA, dal titolo Remote Control.

## Il programma
La trasmissione proponeva un genere particolarmente amato tra la fine degli anni ottanta ed i primi anni novanta, il telequiz, contaminato però con elementi di varietà e momenti musicali, adattato anche al pubblico di Italia 1, prevalentemente giovane.
Il quiz vedeva in ogni puntata la partecipazione di tre giovanissimi concorrenti, due sfidanti e il campione in carica, che si sfidavano in due manches al termine delle quali avveniva una vera e propria eliminazione "fisica" del concorrente in svantaggio, che veniva catapultato fuori dallo studio dalla poltrona sulla quale sedeva, opportunamente munita di cintura di sicurezza, attraverso una finta parete di mattoni che si smontava nel momento in cui la attraversava. Nel corso delle puntate vennero introdotte delle vere e proprie punizioni fisiche verso i concorrenti: al momento della loro eliminazione, questi ricevevano un gavettone di acqua o farina mentre la postazione su cui sedevano si ribaltava all'indietro.
La manche finale prevedeva che l'unico concorrente rimasto in gara, che comunque risultava essere il campione della puntata, doveva rispondere ad una domanda collocato all'interno di una gogna di legno; in caso di risposta errata, per punizione riceveva una torta in faccia.
Rispetto al resto dei quiz televisivi di quegli anni era caratterizzato da un clima di totale irriverenza nel modo in cui il conduttore si rivolgeva ai propri concorrenti. Infatti, quando un concorrente dava una risposta sbagliata, spesso veniva deriso, seppur bonariamente, sia da Paolo Bonolis che dallo stesso pubblico. Gli stessi concorrenti venivano scelti volutamente più spigliati rispetto alla media dei partecipanti agli altri quiz televisivi, e si presentavano ad ogni puntata con un portafortuna legato al proprio luogo d'origine; un milanese, ad esempio, portò in studio un barattolo di acqua sporca del Lambro.
Autori del programma erano Davide Tortorella, Icio De Romedis, Dario Viola e Christophe Sanchez. La scenografia era di Graziella Evangelista, mentre la regia di Lorenzo Lorenzini.

### Gli elementi di disturbo
La trasmissione era inframmezzata da siparietti comici, da parte soprattutto di Leo Valli e Brunella Andreoli, che nella trasmissione avevano di fatto il ruolo di "disturbatori" del conduttore e dell'intera trasmissione. Anche Luca Laurenti, che si occupava della parte musicale intonando al pianoforte brani musicali legati alle domande da porre ai concorrenti, spesso si intratteneva in siparietti comici con il conduttore, collaudando così una formula sviluppata poi negli anni successivi e che ha dato vita e poi portato al successo la coppia Laurenti-Bonolis, che da questa esperienza hanno iniziato il loro sodalizio artistico.
Tra gli sketch più frequenti e anche più esilaranti vi era la presenza di un alieno, che di frequente colloquiava con il conduttore ponendogli domande imbarazzanti, o la presenza di "Freddy Krueger", interpretato vocalmente da Luca Laurenti e del quale si vedeva la sola mano guantata di lame che di tanto in tanto telefonava a Bonolis durante la lettura delle domande.
Molti momenti di divertimento erano basati anche sul nonsense, come il passaggio di personaggi di vario tipo che facevano cose insensate introdotti dal rumore di una porta cigolante, l'utilizzo di effetti sonori o la ricorrente presenza, tra le opzioni di risposta proposte da Bonolis ai concorrenti, di un fantomatico "Antonio".
Leo Valli si cimentava inoltre in alcune imitazioni di personaggi noti, come Luciano Rispoli, Sandra Milo, Jovanotti, Renato Pozzetto, Enrico Ameri, Mike Bongiorno, quest'ultimo caratterizzato dalla pronuncia "Bònolis". Imitando la voce di Renato Pozzetto, faceva sempre riferimento al bisogno di recarsi in bagno. L'autore della trasmissione Icio De Romedis invece si presentava al pubblico come "Sergio", improponibile supereroe innamorato di Wonder Woman e terrorizzato dal pesto.
Il pubblico in studio era parte attiva della trasmissione, intonando cori per introdurre la pubblicità ("Regista, pensaci tu") o "Te ne vai o no, te ne vai sì o no?" sulle note di Kradoutja nel momento dell'eliminazione di un concorrente.

### Le regole del gioco
Le prime due manches, che occupavano gran parte della durata di ogni puntata, si svolgevano con i concorrenti seduti su delle poltrone (opportunamente munite di cintura di sicurezza). Ognuno di loro doveva scegliere un numero da 1 a 9, rappresentante ognuno un "canale televisivo", segnalato da alcune lampade collocate nello studio attorno ad uno schermo televisivo all'interno del quale appariva, nel momento della scelta della lampada, l'argomento della domanda associata a tale numero (attualità, musica, curiosità, sport, ecc.). Ad ogni risposta esatta, il concorrente vinceva 200.000 lire, mentre in caso di risposta errata il montepremi rimaneva inalterato. Variabile di ogni manche era la presenza di un "jolly" e una "jella" nascoste tra i 9 "canali", che rispettivamente regalavano automaticamente 200.000 lire oppure toglievano la stessa somma al concorrente che selezionava tale lampada.
Il meccanismo era il medesimo per la seconda manche, ma con i montepremi raddoppiati; non si guadagnavano quindi 200.000, bensì 400.000 lire ogni risposta esatta o ogni "jolly", e se ne perdevano altrettanti in caso di "jella".
L'ultima manche, che riguardava solo il vincitore di ogni puntata, consisteva in una sola domanda posta (la cui risposta doveva pervenire entro trenta secondi) al concorrente collocato all'interno di una gogna; in caso di risposta mancata o errata, il concorrente subiva come punizione una torta in faccia collocata in una catapulta posta di fronte a lui, mentre indovinandola vinceva il montepremi accumulato. Il vincitore di puntata restava in carica e aveva la possibilità di giocare anche nella puntata successiva, accumulando il montepremi di puntata in puntata in caso di mancata vittoria della manche finale.